# تاريخ أستراليا (1851-1900)

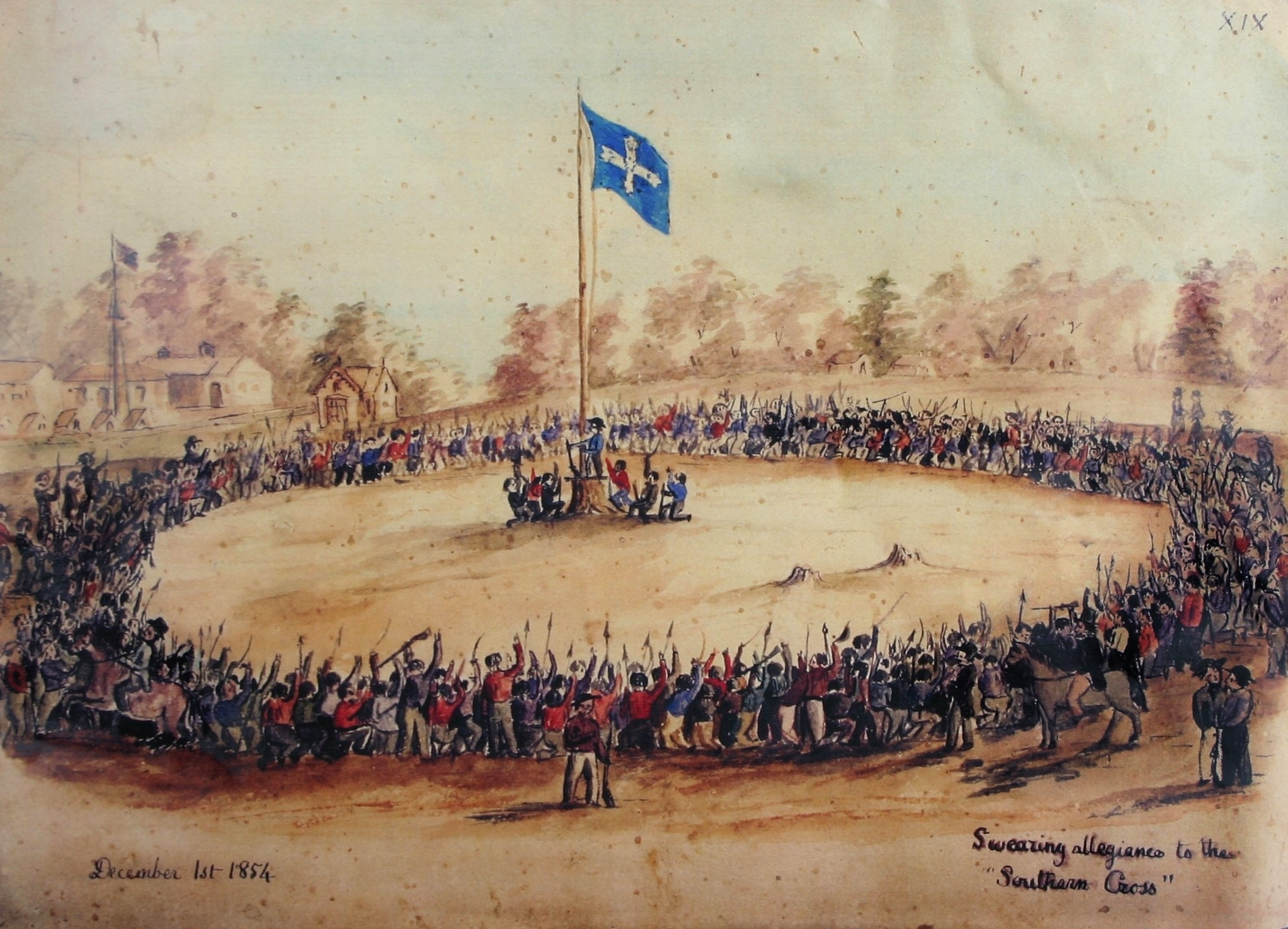
قسم الولاء أمام الصليب الجنوبي في 1 ديسمبر 1854. لوحة تشارلز دوديه.

يشير تاريخ أستراليا (1851-1900) إلى تاريخ الشعوب الأصلية والمُستعمرة في القارة الأسترالية خلال فترة الخمسين عامًا التي سبقت تأسيس كومنولث أستراليا في عام 1901.
بين 1851 حتى 1900 بدأ تشكل الامة الاسترالية داخل المستعمرات

## البحث عن الذهب
أدّى اكتشاف الذهب -الذي بدأ في عام 1851 لأول مرة في باثورست في نيو ساوث ويلز ثم في مستعمرة فيكتوريا التي كانت حديثة العهد- إلى تحوّل أستراليا اقتصاديًا وسياسيًا وديموغرافيًا. جرى البحث عن الذهب سريعًا في أعقاب كسادٍ اقتصادي عالمي كبير. ونتيجة لذلك، هاجر حوالي 2 في المئة من سكان بريطانيا وأيرلندا إلى نيو ساوث ويلز (إن إس دابليو) (NSW) وفيكتوريا خلال خمسينيات القرن التاسع عشر. كان هناك أيضًا أعداد كبيرة من الأوروبيين والأمريكيين الشماليين والصينيين.
بدأ إدوارد هارغريفز عمليات البحث في عام 1851 مع الإعلان عن اكتشاف الذهب المستحق بالقرب من باتهورست. في ذلك العام، كان في نيو ساوث ويلز حوالي 200000 شخص، كان ثلثهم على بعد رحلة يوم واحد من سيدني، والباقي منتشر على طول الساحل وعبر المناطق الرعوية، من منطقة بورت فيليب في الجنوب وصولًا إلى خليج موريتون في الشمال. في عام 1836 أنشِئت مستعمرة جديدة في جنوب أستراليا، وفُصِلت أراضيها عن نيو ساوث ويلز. جلب البحث عن الذهب في خمسينيات القرن التاسع عشر تدفقاً هائلاً من المستوطنين، رغم أن معظمهم في البداية ذهبوا إلى أغنى مناجم الذهب في بالارات وبنديغو، في منطقة بورت فيليب، التي انفصلت في عام 1851، فأصبحت مستعمرة فيكتوريا.
كان عدد سكان فيكتوريا أكبر من عدد سكان ولاية نيو ساوث ويلز، وفاق تعداد سكان عاصمتها حديثة العهد ملبورن تعدادَ سكان سيدني. لكن مناجم الذهب في نيو ساوث ويلز جذبت أيضًا أعدادًا هائلة من المنقبين، وبحلول عام 1857، تجاوز عدد سكان المستعمرة 300000 شخص. ازدهرت المدن الداخلية مثل باثورست وجولبرن وأورانج ويونغ. جلب الذهب ثروةً كبيرة ولكن أحدث توتّراتٍ اجتماعية جديدة. جاء المهاجرون من مختلف الأعراق إلى نيو ساوث ويلز بأعداد كبيرة لأول مرة. أصبحت يونغ موقعًا لأعمال شغب من عمال المناجم المناهضين للصين في عام 1861، فقُرئ قانون مكافحة الشغب الرسمي على عمال المناجم في 14 يوليو (وهي القراءة الرسمية الوحيدة في تاريخ نيو ساوث ويلز). على الرغم من بعض التوتّر، جلب تدفق المهاجرين أيضًا أفكارًا جديدة من أوروبا وأمريكا الشمالية إلى نيو ساوث ويلز؛ إذ أدخل النرويجيون التزلّج إلى أستراليا على تلال الجبال الثلجية لبلدة البحث عن الذهب كياندرا في حوالي عام 1861. وُلِد أيضًا ابن أسترالي شهير لعامل منجم نرويجي في عام 1867، عندما وُلد شاعر الشجيرة هنري لوسون في مناجم الذهب في غرينفيل.
في عام 1858 بدأت عمليات بحث جديدة عن الذهب في أقصى الشمال، ما أدّى في عام 1859 إلى فصل كوينزلاند بتعتبارها مستعمرة جديدة. وبذلك وصلت نيو ساوث ويلز إلى حدودها الحالية، على الرغم من أن الإقليم الشمالي بقي آنذاك جزءًا من المستعمرة حتى عام 1863 عندما سُلِّم إلى جنوب أستراليا. يمثّل الانفصال والنمو السريع في فيكتوريا وكوينزلاند البداية الحقيقية لنيو ساوث ويلز باعتبارها كيانًا سياسيًا واقتصاديًا متميزًا عن المستعمرات الأسترالية الأخرى. كانت المنافسة بين نيو ساوث ويلز وفيكتوريا شديدة خلال النصف الثاني من القرن التاسع عشر، وتطوّرت المستعمرتان في اتجاهات متباينة. بمجرد نفاد الذهب سهل الاستخراج بحلول عام 1860، استوعبت فيكتوريا قوّة العمل الفائضة عن العمل من مناجم الذهب في التصنيع، التي تحميها حواجز الرسوم الجمركية المرتفعة. أصبحت فيكتوريا معقل أستراليا للحمائية والليبرالية والتطرّف. ظلّت نيو ساوث ويلز، التي كانت أقل تأثرًا ديموغرافيًا بالتطرف بسبب عمليات البحث عن الذهب، أكثر تحفّظًا، واستمرت تحت سيطرة طبقة مُستحلي الأراضي وحلفائهم في مجتمع رجال الأعمال في سيدني. بقيت نيو ساوث ويلز، باعتبارها مستعمرة تمتهن التجارة والتصدير، متمسّكة بالتجارة الحرة.
أنتج الذهب ثروة مفاجئة للقليلين، ويعود تاريخ ثراء بعض أقدم الأثرياء في أستراليا إلى هذه الفترة، ولكنه وفّر أيضًا العمل والرفاه البسيط لكثيرين غيرهم. في غضون سنوات قليلة، فاق عدد المستوطنين الجدد عدد المدانين والمدانين السابقين، وبدأوا في المطالبة بمحاكمة أمام هيئة المحلفين والحكومة النيابية والصحافة الحرّة وغيرها من رموز الحرية والديمقراطية. على عكس الأسطورة الشعبية، لاقى هذا المطلب معارضة قليلة من طرف الحكام الاستعماريين أو مكتب المستعمرات في لندن، على الرغم من وجود بعض الاعتراض من مستحلي الأراضي. كان لدى نيو ساوث ويلز مسبقًا مجلسٌ تشريعي منتخب جزئيًا منذ عام 1825.
كان تمرّد حاجز دفاع يوريكا عام 1854، وهو احتجاج مسلّح نفّذه عمال المناجم في مناجم ذهب فيكتوريا، والجدل الذي تلا ذلك، بمثابة قوّةٍ دافعة كبيرة لإجراء إصلاحات ديمقراطية. جاء التمرّد إثر اعتراض الحكومة على تقديم تراخيص للتعدين، إذ يجب دفع رسوم الترخيص بغض النظر عما إذا كان طلب المُنقب عن الذهب قد أتى بأي ذهب، ووجد المتعهدون الأقل نجاحًا صعوبة في دفع رسوم الترخيص الخاصة بهم. كان الفساد الحكومي مصدر قلقٍ آخر. في نوفمبر 1854، احتشد الآلاف من المنقبين للمطالبة بإلغاء رسوم الترخيص والتصويت لجميع الذكور. تشكلت رابطة الإصلاح، التي كان بعض قادتها مرتبطًا بحركة الميثاقية (Chartist) في إنجلترا. في 30 نوفمبر، احترقت مجموعة من التراخيص وسار المتظاهرون إلى يوريكا ديجرس وبنوا حاجزًا دفاعيًا. بقيادة بيتر لالور، أدى 500 رجل اليمين تحت علم عليه الصليب الجنوبي واستعدوا للدفاع عن الحاجز الدفاعي. في 3 ديسمبر، هاجمت القوات الاستعمارية الحاجز الدفاعي، وتبع ذلك معركة استمرت عشرين دقيقة قُتل فيها 22 مُنقِبًا و5 جنودٍ. برّأت المحكمة ثلاثة عشر مُنقِبًا أحيلوا إلى المحاكمة، وفي العام التالي امتثلت الحكومة لمطالب المتمردين. في انتخابات عام 1855 اللاحقة، أصبح بيتر لالور أول عضو في المجلس التشريعي لمقعد بالارات.
في عام 1855، مُنِحت نيو ساوث ويلز وفيكتوريا وجنوب أستراليا وتاسمانيا (بعد إعادة تسمية فان ديمينز لاند) حق تشكيل حكومة كاملة المسؤولية، تتمتع ببرلماناتٍ مؤلفة من مجلسين، تُنتخب فيهما المجالس الأدنى (النوّاب) بالكامل. ظلّت المجالس العليا (المجالس التشريعية) تحت سيطرة الأشخاص الذين تعيّنهم الحكومة وممثلي مستحلي الأراضي، الذين كانوا قلقين من احتمال محاولة الديمقراطيين المتطرفين الاستيلاء على مزارع أغنامهم الواسعة. كانت مخاوفهم مبرّرة جزئيًا، إذ أدّى العمل بقوانين الاختيار في الستينيات من القرن التاسع عشر -لا سيما قوانين روبرتسون لاند (قوانين أراضي التاج) لعام 1861- إلى بدء الانهيار البطيء لطبقة مُستحلي الأراضي في المناطق الأكثر مأهولية بالسكان في أستراليا.
كان وصول أمراض العالم القديم أمرًا كارثيًّا على السكان الأصليين الأستراليين. بين الاتصال الأوروبي الأول والسنوات الأولى من القرن العشرين، إذ انخفض عدد السكان الأصليين مما كان يقدّر بنحو 500000 إلى حوالي عُشر هذا العدد (50000). كان الجدري والحصبة والإنفلونزا من أبرز الأمراض القاتلة، وانضمّ آخرون إلى حصيلة الموتى؛ فبالنسبة لشعبٍ ليس لديه آلاف السنين من المناعة المتطوّرة وراثيًا ضد الأمراض التي أصيب بها الأوروبيون من قبل، حتى جدري الماء كان مميتًا.